# Vasco de Quiroga
Vasco Vázquez de Quiroga y Alonso de la Cárcel, meglio noto come Vasco de Quiroga, (Madrigal de las Altas Torres, 1470 – Uruapan, 14 marzo 1565), è stato un vescovo cattolico e giudice spagnolo, primo vescovo di Michoacán, nell'area centrale del Messico. Fu difensore degli Indios e autore di importanti testi scientifici.

## Biografia

### Nella Penisola iberica
Nacque da un'illustre famiglia spagnola (originaria della Galizia), a Madrigal de las Altas Torres, vicino Avila, in Castiglia tra il 1470 ed il 1478. Nella stessa località vide la luce anche la regina Isabella la Cattolica (1451-1504). Vasco de Quiroga studiò, in anni diversi, diritto, teologia e diritto canonico. Frequentò sia l'università di Salamanca che quella di Valladolid. In seguito poté iniziare a lavorare in magistratura a Valladolid ove, nel 1528, fu nominato membro della Reale Cancelleria.

### Primo periodo in Messico (1530-1537)
Nel 1530 ebbe dal re Carlo I di Spagna (imperatore Carlo V; 1500-1558) la nomina a “oidor” (giudice) della Seconda Audiencia del Messico. Tale organismo, che governò la Nuova Spagna dal gennaio del 1531 all'aprile del 1535, era composto dal presidente Ramírez de Fuenleal, vescovo di Santo Domingo, affiancato da altri tre giudici. Il suo compito fu quello di verificare e di rimuovere gli abusi che erano stati commessi ai danni degli Indios e di vari Spagnoli dalla Prima Audiencia i cui membri si erano dimostrati degli arrivisti senza scrupoli. Il lavoro presso la seconda Audiencia riuscì a sminuire molte tensioni esistenti nelle popolazioni locali, grazie all'apporto di questi funzionari onesti.
Vasco de Quiroga, dotato di una notevole capacità organizzativa, fondò due ospedali a proprie spese. Uno era situato presso la città de México (venne chiamato Santa Fe di Mexico). Un altro era posizionato presso il lago di Pátzcuaro, a Santa Fe de la Laguna. In quest'ultimo territorio viveva la popolazione dei Tarascos. Tale comunità, per le sue caratteristiche interne, costituiva una tra le più significative organizzazioni politiche e culturali del mondo indigeno antecedenti l'arrivo degli europei nella regione del Michoacán. I Tarascos parlavano la lingua purepecha e risiedevano nei pressi del lago di Páztcuaro. Erano pescatori, valorosi guerrieri e nemici acerrimi degli Aztechi di Mexico-Tenochtitlan

### Vescovo de Michoacán (1537-1565)
Nel 1537 il Papa Paolo III (Alessandro Farnese, 1468-1549) volle nominare il de Quiroga primo vescovo del Michoacán. Iniziò da questo momento, grazie anche a una relativa situazione interna di pace, l'impegno della Corona, assecondato dalla Santa Sede, per organizzare il territorio in diocesi per meglio rispondere alle esigenze religiose delle popolazioni indigene segnate negativamente dai precedenti conflitti territoriali.
Il nuovo vescovo sviluppò un piano pastorale articolato in più obiettivi. Istituì il Collegio-Seminario di San Nicolò (attuale Università di San Nicolò de Hidalgo) per formare i futuri sacerdoti; fece costruire una cattedrale nella città di Patzcuaro; promosse diversi “pueblos hospitales” per favorire tra gli indios una vita cristiana, una vicinanza ai sofferenti e dei miglioramenti socio-economici.
Il de Quiroga partecipò al primo Concilio Provinciale del Messico nel 1555. Unitamente a ciò, dovette pure affrontare un lungo contenzioso con Juan de Zumárraga, primo arcivescovo di Città del Messico per questioni di confine tra le due diocesi, e con i Padri Agostiniani, per motivi giurisdizionali.

### Morte
Il vescovo Vasco de Quiroga morì a Uruapan, in Michoacán, il 14 marzo 1565. Per il sostegno offerto ai processi di promozione umana degli Indios viene a tutt'oggi indicato come “Tata Vasco”: il Padre Vasco.
Il 21 dicembre 2020 il Sommo Pontefice Francesco ha autorizzato la Congregazione per le cause dei santi a promulgare il Decreto riguardante le sue virtù eroiche, concedendogli così il titolo di Venerabile.

## Opere
- Información en Derecho del licenciado Quiroga sobre algunas provisiones del Real Consejo de las Indias, 1535.
- Manual de adultos, 1540.
- Tratado sobre la administración de los sacramentos.
- Reglas y ordenanzas de los Pueblos Hospitales.
- Testamento del Obispo Vasco de Quiroga, introducción, paleografía y notas por J. Benedict Warren. Fimax, Morelia (Mexico) 1997.

## Genealogia episcopale
La genealogia episcopale è:
- Vescovo Adrianus Appelkeren, O.S.A.
- Vescovo Diego Ribera de Toledo
- Arcivescovo Juan de Zumárraga, O.F.M.
- Vescovo Vasco de Quiroga